# Jashpur (ciutat)
Jashpur és una ciutat i nagar panchayat (equivalent a municipalitat) de l'estat de Chhattisgarh, a l'Índia, capital del districte de Jashpur.
Segons el cens del 2001 la població era de 20.190 habitants dels quals la meitat es calcula que eren tribals uraons. La població el 1901 era de 1654 habitants (segons la Gaseta Imperial)